# Aeschynanthus linearifolius
Aeschynanthus linearifolius là một loài thực vật có hoa trong họ Tai voi. Loài này được C.E.C.Fisch. mô tả khoa học đầu tiên năm 1935.